# رودلف دروز
رودلف دروز (انگلیسی: Rudolf Droz; ۹ ژانویهٔ ۱۸۸۸ – تاریخ ورودی نامعتبر است) بازیکن فوتبال اهل آلمان بود.
از باشگاه‌هایی که در آن بازی کرده‌است می‌توان به اشاره کرد.
وی همچنین در تیم ملی فوتبال آلمان بازی کرده‌است.